# Jiří Fencl (fotbalista)
Jiří Fencl (* 16. března 1976) je bývalý český fotbalista, obránce.

## Fotbalová kariéra
V české lize hrál za SFC Opava. Nastoupil ve 38 ligových utkáních a dal 1 gól.

## Ligová bilance
| Ročník                 | Zápasy | Góly | Klub      |
| ---------------------- | ------ | ---- | --------- |
| Gambrinus liga 1998/99 | 22     | 1    | SFC Opava |
| Gambrinus liga 1999/00 | 16     | 0    | SFC Opava |
| CELKEM 1. česká liga   | 38     | 1    |           |